# Stazione di San Pietro in Gù
Stazione di San Pietro in Gù vasútállomás Olaszországban, Veneto régióban, San Pietro in Gu településen.

## Vasútvonalak
Az állomást az alábbi vasútvonalak érintik:
- Vicenza-Treviso-vasútvonal

## Kapcsolódó állomások
A vasútállomáshoz az alábbi állomások vannak a legközelebb: 
- Stazione di Carmignano di Brenta (Stazione di Treviso Centrale)
- Stazione di Lisiera (Stazione di Vicenza)